# Campeonato de mano parejas de Promoción 2018
El Campeonato de mano parejas de Promoción 2018, competición de pelota vasca en la variante profesional de pelota mano parejas de segunda categoría, que se disputó en 2018. Estuvo organizado por las empresas promotoras ASPE y Asegarce, componentes de la Liga de Empresas de Pelota a Mano. Los navarros Asier Agirre y Diego Iturriaga se proclamaron campeones, mientras el también navarro, Ion Jaunarena, consiguió el galardón a mejor pelotari del campeonato. 

## Parejas
| - Parejas de Asegarce: - Asier Agirre-Diego Iturriaga - Joanes Bakaikoa-Iñaki Etchegoin - Gorka Esteban-Rubén Salaverri - Jon Ander Peña, Peña II-Jon Erasun - Suplentes de Asegarce: - Iker Arretxe, Arretxe II - Beñat Urretabizkaia, Urretabizkaia II |  | - Parejas de ASPE: - Darío Gómez-Aitor Irusta - Ander Errandonea-Xabier Tolosa - Peio Etxeberria, P. Etxeberria-Ion Jaunarena - Andoni Ugalde-Xabier Erostarbe - Suplentes de ASPE: - Aitor Elordi - Adur Lasa, Lasa IV |

## Liguilla de cuartos

### Primera jornada
| Fecha    | Frontón y localidad      | Rojo              | Azul                    | Tanteo |
| -------- | ------------------------ | ----------------- | ----------------------- | ------ |
| 05/01/18 | Frontón Beotibar, Tolosa | Peña II-Erasun    | Bakaikoa-Etchegoin      | 22-15  |
| 06/01/18 | Frontón Labrit, Pamplona | Gorka-Salaverri   | Agirre-Iturriaga        | 14-22  |
| 07/01/18 | Frontón Astelena, Éibar  | Darío-Irusta      | Ugalde-Erostarbe        | 13-22  |
| 07/01/18 | Frontón Astelena, Éibar  | Errandonea-Tolosa | P. Etxeberria-Jaunarena | 18-22  |

### Segunda jornada
| Fecha    | Frontón y localidad          | Rojo              | Azul                       | Tanteo |
| -------- | ---------------------------- | ----------------- | -------------------------- | ------ |
| 12/01/18 | Frontón Ultzama, Larraintzar | Darío-Irusta      | P. Etxeberria-Jaunarena    | 22-20  |
| 13/01/18 | Frontón Labrit, Pamplona     | Agirre-Iturriaga  | Peña II-Erasun             | 22-15  |
| 13/01/18 | Frontón Bizkaia, Bilbao      | Errandonea-Tolosa | Bakaikoa-Urretabizkaia II* | 21-22  |
| 14/01/18 | Frontón Astelena, Éibar      | Gorka-Salaverri   | Ugalde-Erostarbe           | 13-22  |

### Tercera jornada
| Fecha    | Frontón y localidad                           | Rojo             | Azul                       | Tanteo |
| -------- | --------------------------------------------- | ---------------- | -------------------------- | ------ |
| 20/01/18 | Frontón Labrit, Pamplona                      | Agirre-Iturriaga | Bakaikoa-Urretabizkaia II* | 22-10  |
| 21/01/18 | Frontón Fernando Garaita, Villarreal de Álava | Ugalde-Erostarbe | Peña II-Erasun             | 14-22  |
| 22/01/18 | Frontón Beotibar, Tolosa                      | Gorka-Salaverri  | P. Etxeberria-Jaunarena    | 10-22  |
| 23/01/18 | Frontón Mallavia I, Mallavia                  | Darío-Irusta     | Errandonea-Tolosa          | 22-13  |

### Cuarta jornada
| Fecha    | Frontón y localidad                             | Rojo                    | Azul                    | Tanteo |
| -------- | ----------------------------------------------- | ----------------------- | ----------------------- | ------ |
| 26/01/18 | Frontón Municipal, Urdúliz                      | Agirre-Iturriaga        | Errandonea-Tolosa       | 22-12  |
| 27/01/18 | Frontón Universidad de la Pelota Markina-Xemein | Gorka-Urretabizkaia II* | Darío-Irusta            | 12-22  |
| 27/01/18 | Frontón Labrit, Pamplona                        | Ugalde-Erostarbe        | Bakaikoa-Etchegoin      | 22-10  |
| 28/01/18 | Frontón Ogueta, Vitoria                         | Peña II-Erasun          | P. Etxeberria-Jaunarena | 18-22  |

### Quinta jornada
| Fecha    | Frontón y localidad         | Rojo               | Azul                    | Tanteo  |
| -------- | --------------------------- | ------------------ | ----------------------- | ------- |
| 02/02/18 | Frontón Municipal, Vergara  | Arretxe II*-Erasun | Darío-Irusta            | 22-19   |
| 03/02/18 | Frontón Igarondo, Idiazábal | Agirre-Iturriaga   | Ugalde-Erostarbe        | 14-22   |
| 03/02/18 | Frontón Labrit, Pamplona    | Gorka-Salaverri    | Elordi*-Tolosa          | 7-22    |
| 04/02/18 | Frontón Ultzama, Larráinzar | Bakaikoa-Etchegoin | P. Etxeberria-Jaunarena | 0-22(1) |

(1) Se le dio la victoria por 22-0 a la pareja formada por Peio Etxeberria e Ion Jaunarena por la imposibilidad del suplente, Beñat Urretabizkaia, de jugar en lugar de Iñaki Etchegoin.

### Sexta jornada
| Fecha    | Frontón y localidad      | Rojo             | Azul                    | Tanteo |
| -------- | ------------------------ | ---------------- | ----------------------- | ------ |
| 11/02/18 | Frontón Labrit, Pamplona | Darío-Irusta     | Bakaikoa-Etchegoin      | 22-17  |
| 11/02/18 | Frontón Ereta, Tafalla   | Agirre-Iturriaga | P. Etxeberria-Jaunarena | 22-14  |
| 12/02/18 | Frontón Beotibar, Tolosa | Gorka-Salaverri  | Peña II-Erasun          | 16-22  |
| 13/02/18 | Frontón Beotibar, Tolosa | Elordi*-Tolosa   | Ugalde-Erostarbe        | 22-16  |

### Séptima jornada
| Fecha    | Frontón y localidad            | Rojo                  | Azul                    | Tanteo |
| -------- | ------------------------------ | --------------------- | ----------------------- | ------ |
| 16/02/18 | Frontón Daniel Ugarte, Hendaya | Gorka-Salaverri       | Bakaikoa-Etchegoin      | (2)    |
| 17/02/18 | Frontón Labrit, Pamplona       | Ugalde-Erostarbe      | P. Etxeberria-Jaunarena | 8-22   |
| 17/02/18 | Frontón Bizkaia, Bilbao        | Arretxe II*-Erasun    | Elordi*-Lasa IV*        | 22-10  |
| 18/02/18 | Frontón Burunda, Alsasua       | Arretxe II*-Iturriaga | Darío-Irusta            | 22-19  |

(2) Partido suspendido debido a lesiones, juntado a la intrascendencia del encuentro.

### Clasificación de la liguilla
| Pelotaris                 | Jugados | Ganados | Perdidos | Tantos a favor | Tantos en contra | Dif |
| ------------------------- | ------- | ------- | -------- | -------------- | ---------------- | --- |
| Agirre - Iturriaga        | 7       | 6       | 1        | 146            | 106              | +40 |
| P. Etxeberria - Jaunarena | 7       | 5       | 2        | 144            | 98               | +46 |
| Peña II - Erasun          | 7       | 5       | 2        | 143            | 118              | +25 |
| Ugalde - Erostarbe        | 7       | 4       | 3        | 126            | 116              | +10 |
| Darío - Irusta            | 7       | 4       | 3        | 139            | 128              | +11 |
| Elordi* - Tolosa          | 7       | 2       | 5        | 118            | 133              | -15 |
| Bakaikoa - Etchegoin      | 6       | 1       | 5        | 74             | 131              | -57 |
| Gorka - Salaverri         | 6       | 0       | 6        | 72             | 132              | -60 |

## Liguilla de semifinales

### Primera jornada
| Fecha    | Frontón y localidad             | Rojo               | Azul                    | Tanteo |
| -------- | ------------------------------- | ------------------ | ----------------------- | ------ |
| 02/03/18 | Frontón Ultzama, Larráinzar     | Ugalde-Erostarbe   | P. Etxeberria-Jaunarena | 14-22  |
| 03/03/18 | Frontón San Fco. Javier, Lodosa | Arretxe II*-Erasun | Agirre-Iturriaga        | 9-22   |

### Segunda jornada
| Fecha    | Frontón y localidad       | Rojo              | Azul                    | Tanteo |
| -------- | ------------------------- | ----------------- | ----------------------- | ------ |
| 09/03/18 | Frontón Beloki, Zumarraga | Ugalde-Erostarbe  | Peña II Erasun          | 16-22  |
| 10/03/18 | Frontón Labrit, Pamplona  | Agirre-Iturriaga' | P. Etxeberria-Jaunarena | 22-14  |

### Tercera jornada
| Fecha    | Frontón y localidad       | Rojo                  | Azul                    | Tanteo |
| -------- | ------------------------- | --------------------- | ----------------------- | ------ |
| 16/03/18 | Frontón Antzizar, Beasáin | Peña II-Erasun        | P. Etxeberria-Jaunarena | 18-22  |
| 18/03/18 | Frontón Astelena, Éibar   | Arretxe II*-Iturriaga | Ugalde-Erostarbe        | 13-22  |

### Clasificación de la liguilla de semifinales
| Pelotaris                 | Jugados | Ganados | Perdidos | Tantos a favor | Tantos en contra | Dif |
| ------------------------- | ------- | ------- | -------- | -------------- | ---------------- | --- |
| Agirre - Iturriaga        | 3       | 2       | 1        | 57             | 45               | +12 |
| P. Etxeberria - Jaunarena | 3       | 2       | 1        | 58             | 54               | +4  |
| Ugalde - Erostarbe        | 3       | 1       | 2        | 52             | 57               | -5  |
| Peña II - Erasun          | 3       | 1       | 2        | 49             | 60               | -11 |

## Final
| Fecha    | Frontón y localidad      | Rojo             | Azul                    | Tanteo |
| -------- | ------------------------ | ---------------- | ----------------------- | ------ |
| 31/03/18 | Frontón Labrit, Pamplona | Agirre-Iturriaga | P. Etxeberria-Jaunarena | 22-21  |

## Clasificación a mejor pelotari del campeonato[2]
| Pelotari            | Jugados | Ganados | Puntos | Puntos/partido |
| ------------------- | ------- | ------- | ------ | -------------- |
| Ion Jaunarena       | 10      | 7       | 257    | 25,7           |
| Peio Etxeberria     | 10      | 7       | 223    | 22,3           |
| Asier Agirre        | 8       | 7       | 219    | 27,37          |
| Diego Iturriaga     | 10      | 8       | 219    | 21,9           |
| Andoni Ugalde       | 10      | 6       | 211    | 21,1           |
| Xabier Erostarbe    | 10      | 6       | 198    | 19,8           |
| Jon Erasun          | 10      | 6       | 191    | 19,1           |
| Darío Gómez         | 7       | 4       | 144    | 20,57          |
| Jon Ander Peña      | 7       | 4       | 140    | 20             |
| Aitor Irusta        | 7       | 4       | 129    | 18,43          |
| Xabier Tolosa       | 6       | 2       | 126    | 21             |
| Joanes Bakaikoa     | 6       | 1       | 107    | 17,83          |
| Iker Arretxe        | 5       | 3       | 102    | 20,4           |
| Gorka Esteban       | 6       | 0       | 101    | 16,83          |
| Rubén Salaverri     | 5       | 0       | 58     | 11,6           |
| Aitor Elordi        | 3       | 2       | 75     | 25             |
| Iñaki Etchegoin     | 4       | 0       | 48     | 12             |
| Ander Errandonea    | 4       | 0       | 34     | 8,5            |
| Beñat Urretabizkaia | 3       | 1       | 34     | 11,33          |
| Adur Lasa           | 1       | 0       | 8      | 8              |